# Alan Baddeley
Pour les articles homonymes, voir Baddeley.
Alan Baddeley, né le 23 mars 1934 à Leeds, est un psychologue britannique.
Il est diplômé en psychologie appliquée de l'université de Cambridge,

## Travaux
En 1974 il développe une théorie expliquant que la mémoire de travail (MdT) serait composée :
- d'un Administrateur central (système exécutif) qui permet :
  - le partage de l'attention et des ressources cognitives,
  - les prises de décision relatives au transfert dans la Mémoire à long terme des informations traitées, c'est-à-dire le stockage ;
- et de deux systèmes « esclaves » au premier :
  - la Boucle phonologique qui permet une auto-répétition mentale,
  - le Calepin visuo-spatial qui permet la coordination de l'imagerie mentale et effectue les tâches visuo-spatiales.

En 2000 il modifie son modèle en y incorporant un buffer épisodique.